# イヴァン・ユーリエヴィチ (トゥーロフ公)
イヴァン・ユーリエヴィチ（古東スラヴ語: Иванъ Гюргевич, ベラルーシ語: Іван Юр'евіч、生没年不詳）は、12世紀後半のトゥーロフ公である。その在位は、史料に言及される1167年以前から1170年以降とのみ判明している。トゥーロフ・ピンスク公ユーリーとその妻アンナ（グロドノ公フセヴォロドの娘）との間の子。

## 生涯
元来イヴァンはヴォルィーニ公ヤロスラフ・スヴャトポルコヴィチの孫にあたる人物であった。イヴァンら兄弟の世代（イヴァンを含めた5人の兄弟）がトゥーロフ系の公（トゥーロフ公、ピンスク公、ドゥブロヴィツァ公等）となったのは、トゥーロフ・ピンスク公国から分領公国が分離した1167年から1174年にかけての期間のことである。この期間中の年代記におけるイヴァンに関する記述は2箇所に見られる。『ヴォスクレセンスカヤ年代記』では1167年、『グストィニャ年代記(ru)』では1168年のこととして言及しているが、ルーシの諸公が、ビザンツ帝国を出帆した商隊をドニエプル川沿いで襲ったポロヴェツ族に対し、遠征軍を派遣したという記述がある。それによれば、「ムスチスラフが同胞に同盟を呼び掛け、ヤロスラフがルーツクから、ウラジーミルがドロゴブージから、リューリクがヴルチー（現オーヴルチ）から、ダヴィドがヴィシゴロドから、またユーリーの子のイヴァンがトゥーロフから、キエフに集った。」と記述されている。この、「トゥーロフからイヴァンが」という記述は、イヴァンが公として、分割されたトゥーロフ公国を直接統治していたとみなす根拠となるものである（「トゥーロフ公」、「トゥーロフから」という表現は、イヴァンの2人の兄弟に対しても用いられている。）。
1170年、イヴァンは再度ポロヴェツ族への遠征に参加した。イヴァンの没年については不明である。

## 妻子
妻の名は不明である。13世紀初めには何人かの父称の記載のないトゥーロフの公たちが言及されており、子に関しても議論の余地があるが、1223年のカルカ河畔の戦いで殺害されたアンドレイをイヴァンの子とする説がある。